# Takashi Matsuyama (acteur)
Pour les articles homonymes, voir Takashi Matsuyama et Matsuyama.
Takashi Matsuyama (松山 鷹志, Matsuyama Takashi) est un acteur de film et seiyū japonais, né le 21 avril 1960 à Tōkyō.